# Pierre Lyonnet
Pour les articles homonymes, voir Lyonnet.
Pierre Lyonnet ou Lyonet, né le 22 juillet 1708 à Maastricht et mort le 10 octobre 1789 à La Haye est un artiste, un graveur renommé et un naturaliste néerlandais.

## Biographie
Il est secrétaire et traducteur (il parle au moins huit langues) pour le gouvernement des Provinces unies néerlandaises. Il reçoit d’abord une formation de juriste avant de choisir de se spécialiser dans la gravure d’histoire naturelle et de travaux de dissection.
Il illustre la Théologie des insectes, ou démonstration des perfections de Dieu dans tout ce qui concerne les insectes (1742) de Friedrich Christian Lesser (1692-1754) et le traité sur les polypes (1744) d’Abraham Trembley (1710-1784).
Il se décide alors de faire lui-même ses propres observations et de réaliser sa propre monographie sur l’anatomie des insectes. Son premier travail paraît en 1750 sous le nom de Traité anatomique de la chenille qui ronge le bois de Saule (il s'agit de la chenille du papillon Cossus cossus). Il fait preuve d’un sens de l’observation d’une très grande finesse, et ses dissections et ses illustrations sont remarquables. Il compte ainsi 4 041 muscles différents. Mais il manque des connaissances anatomiques de Jan Swammerdam (1637-1680) et de Marcello Malpighi (1628-1694) et ses observations s’en ressentent.
Son livre est accueilli par certains avec scepticisme, qui affirment que Lyonnet imagine les détails qu’il dessine avec autant de précision. C’est pour contrer ces critiques qu’il fait figurer dans la seconde édition qui paraît en 1762 le dessin de ses instruments et la description de sa méthode. Lyonnet envisage d’étudier pareillement la chrysalide et l’adulte mais, âgé de soixante ans, la fatigue de ses yeux l’oblige à interrompre ses projets.

## Illustrations extraites duTraité anatomique de la chenille qui ronge le bois de Saule

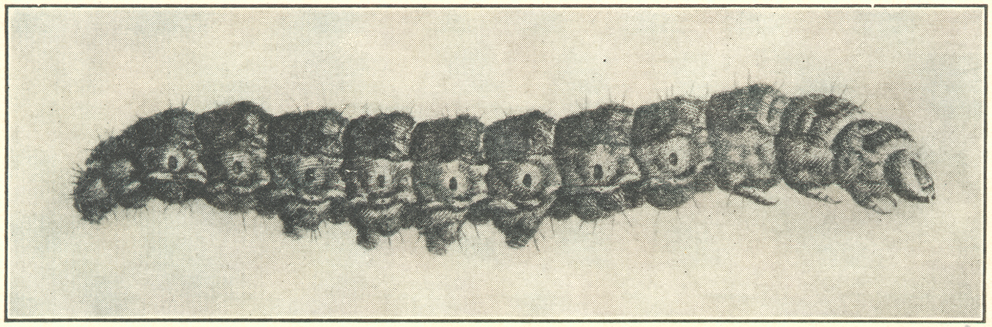
Larve de la chenille.
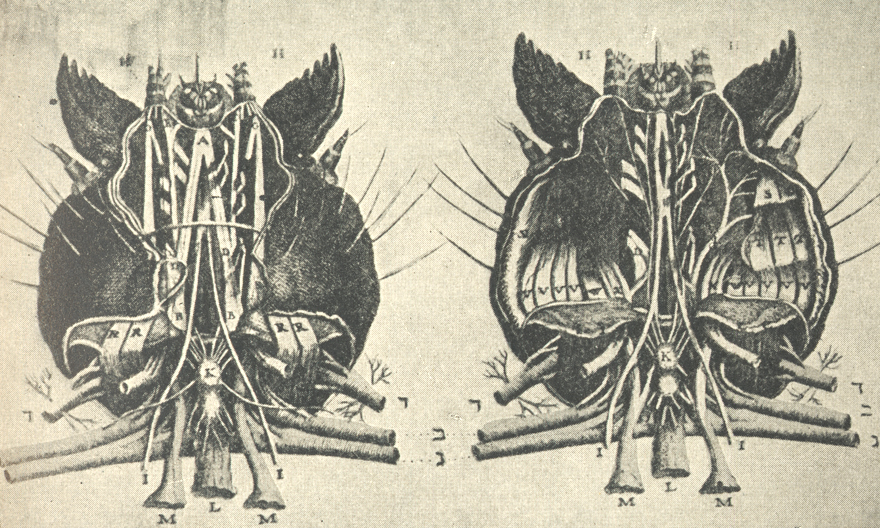
Système nerveux central.
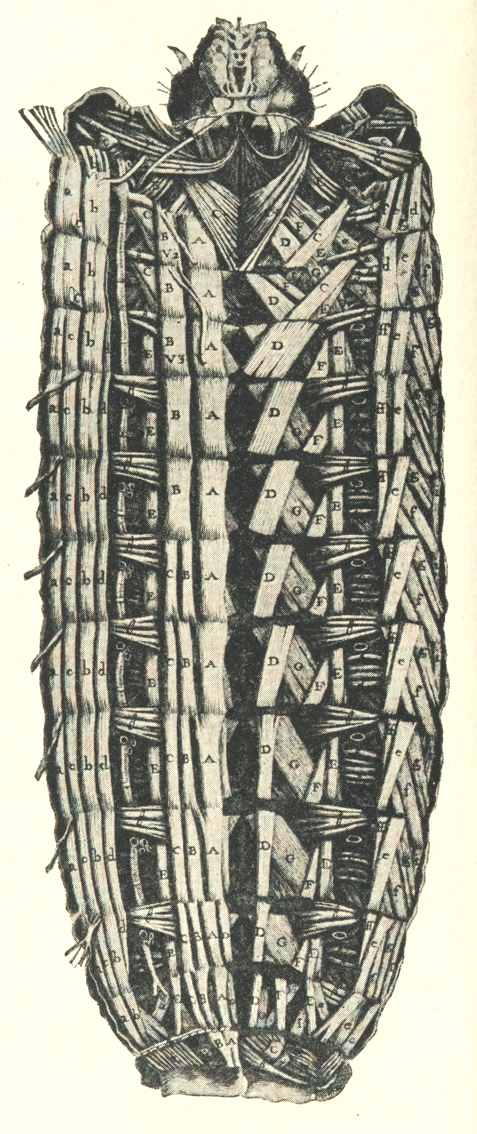
Muscles.
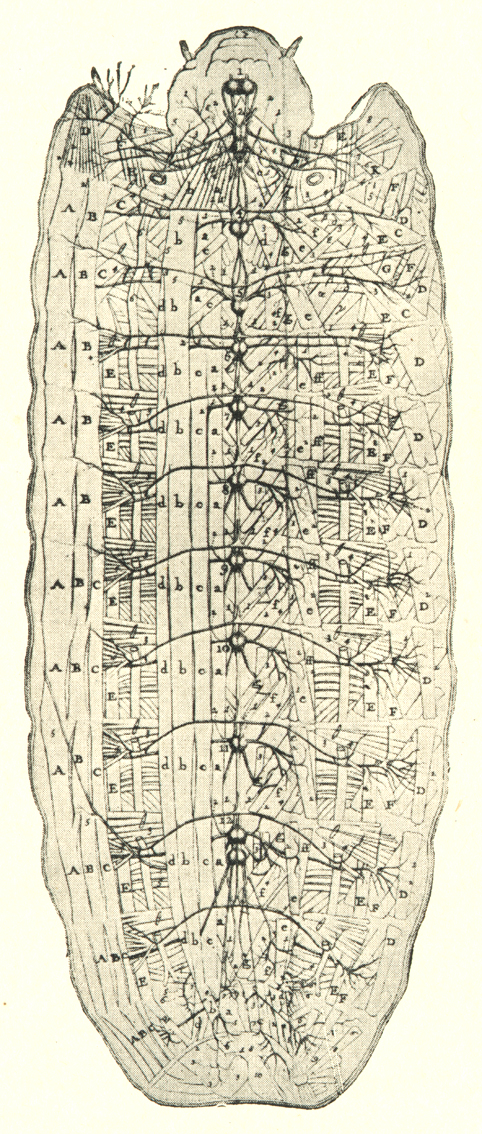
Dissection de la tête.
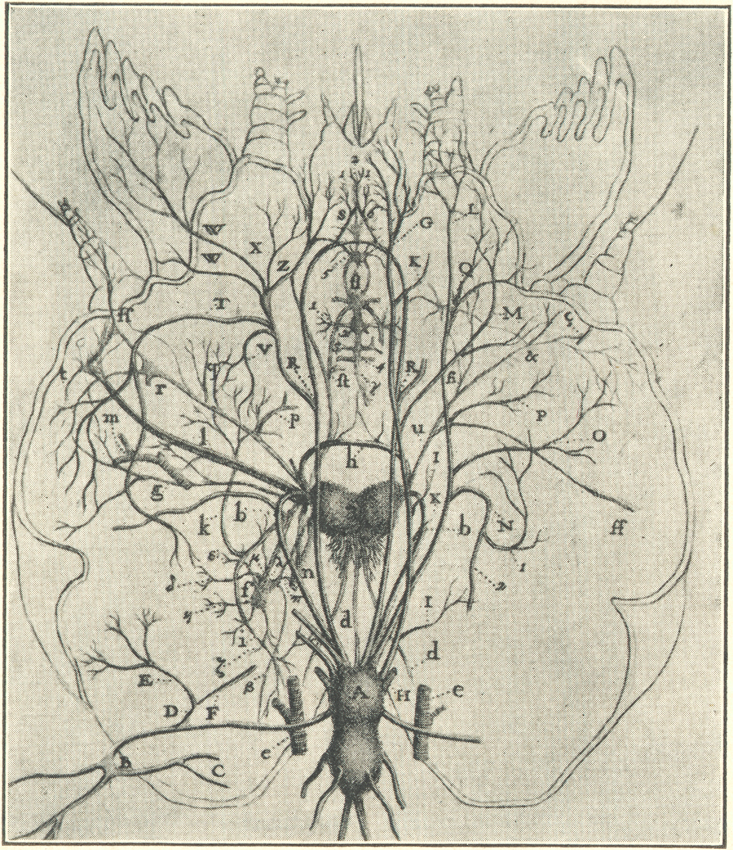
Cerveau et nerf de la tête.
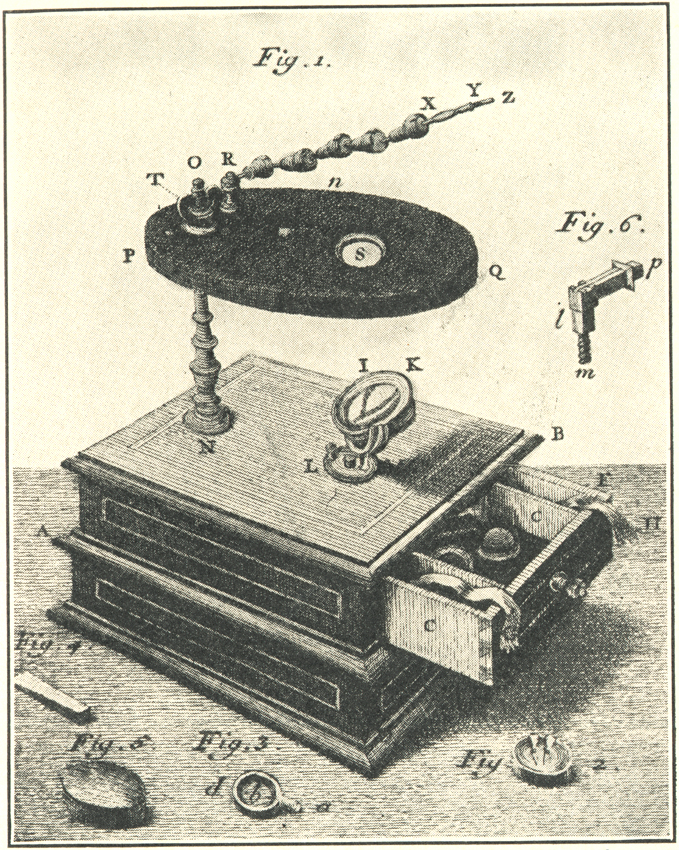
Microscope utilisé par Lyonnet pour ses travaux de dissection (1762).